# Степаненко Роман Григорович
Рома́н Григо́рович Степане́нко — старший солдат НГУ, кавалер ордена «За мужність» ІІІ ступеня

## Життєпис
Народився 4 грудня 1992 в місті Дніпро. Виріс і жив у Києві. Закінчив школу № 8.
З 2012 по 2016 рік навчався у Київському університеті імені Бориса Грінченка на освітній програмі «Міжнародна інформація», а з 2016 по 2018 рік — «Фізичне виховання».
Був одним з найкращих спортсменів університету. Професійно займався плаванням. Брав активну участь у спортивному житті університету як спортсмен, так і організатор змагань. У 2021-му здобув ступінь магістра на факультеті «Система підготовки спортсменів у водних видах спорту» Національного університету фізичного виховання і спорту України.
З перших днів війни Роман займався волонтерством. Організував евакуацію українських дітей-спортсменів у безпечні місця — до Польщі, Німеччини, Чехії. Завдяки своїм друзям і знайомим, особливо в Польщі та Німеччині, організовував постачання медикаментів, гуманітарної допомоги, необхідних речей для військових і цивільного населення. Він власними силами забезпечував доставку допомоги в Україну фурами.
Службу проходив у 12-й бригаді спецпризначення «Азов». Обіймав посаду авіаційного механіка відділення безпілотних літальних апаратів взводу аеророзвідки. Отримав відзнаку «Учасник бойових дій».
Загинув 11 березня 2024 року внаслідок ворожого обстрілу КАБами на території Серебрянського лісництва
Похований на Лісовому кладовищі столиці.

## Нагороди
- орден «За мужність» III ступеня (19 червня 2024, посмертно) — за особисту мужність і самовідданість, виявлені у захисті державного суверенітету та територіальної цілісності України, вірність військовій присязі[1];